# SN 2004ao
SN 2004ao – supernowa typu Ib odkryta 7 marca 2004 roku w galaktyce UGC 10862. W momencie odkrycia miała maksymalną jasność 14,90m.